# Indicatif régional 784

L'indicatif régional 784 (mnémonique SVG) est l'indicatif téléphonique régional de Saint-Vincent-et-les-Grenadines.
L'indicatif régional 784 fait partie du plan de numérotation nord-américain.

## Historique
Cet indicatif a été créé par la scission de l'indicatif régional 809, en ou autour de juin 1998.
Jusqu'en 1995, plusieurs des îles des Caraïbes et de l'Atlantique, incluant Saint-Vincent-et-les-Grenadines, ont partagé l'indicatif régional 809 à l'intérieur du plan de numérotation nord-américain. Entre 1995 et 1999, chacune de ces îles a reçu son propre indicatif. Saint-Vincent-et-les-Grenadines a reçu l'indicatif 784 en ou autour de juin 1998.